# George Hungerford
George William Hungerford (ur. 2 stycznia 1944 w Vancouver) – kanadyjski wioślarz i prawnik, mistrz olimpijski.

## Kariera
Wystąpił na igrzyskach olimpijskich w Tokio w 1964, gdzie w parze z Rogerem Jacksonem zdobył złoty medal w dwójkach bez sternika. W wyścigu finałowym o 0,46 sekundy wyprzedzili osadę Holandii i o 5,69 sekundy osadę Wspólnej Reprezentacji Niemiec. Był to jego jedyny start olimpijski i zarazem jedyny złoty medal zdobyty przez Kanadę na tych igrzyskach.
Ukończył studia prawnicze na Uniwersytecie Kolumbii Brytyjskiej. Od 1969 pracował jako adwokat. Odznaczony Orderem Kanady. Jest żonaty, ma czwórkę dzieci.
Razem z Jacksonem otrzymał w 1964 nagrodę Northern Star Award.
Jego siostrzenicą jest tenisistka Rebecca Marino.